# Mattia Viviani
Mattia Viviani, né le 4 septembre 2000 à Brescia en Italie, est un footballeur italien, qui évolue au poste de milieu de terrain.

## Biographie

### Brescia Calcio
Né à Brescia en Italie, Mattia Viviani est formé par le club de sa ville natale, le Brescia Calcio. Le 3 août 2018 il prolonge son contrat avec son club formateur de trois saisons. Il est présenté comme le successeur de Sandro Tonali,.
Le club est promu à l'issue de la saison 2018-2019. Viviani découvre la Serie A lors de la saison 2019-2020, jouant son premier match dans l'élite du football italien le 14 décembre 2019 face à l'US Lecce. Il entre en jeu à la place de Sandro Tonali, et son équipe s'impose par trois buts à zéro.

### Chievo Vérone
Le 5 octobre 2020, lors du dernier jour du mercato, Mattia Viviani s'engage au Chievo Vérone. Le 17 octobre suivant, il réalise sa première apparition avec le Chievo, lors d'un match de championnat face à l'AC Reggiana 1919. Il est titulaire et son équipe s'impose par un but à zéro.